# 保罗·门德斯·达·罗查
保罗·门德斯·达·罗查（葡萄牙語：Paulo Mendes Da Rocha，1928年10月25日—2021年5月23日），巴西建築師，2006年普利兹克建筑奖得主。

## 作品

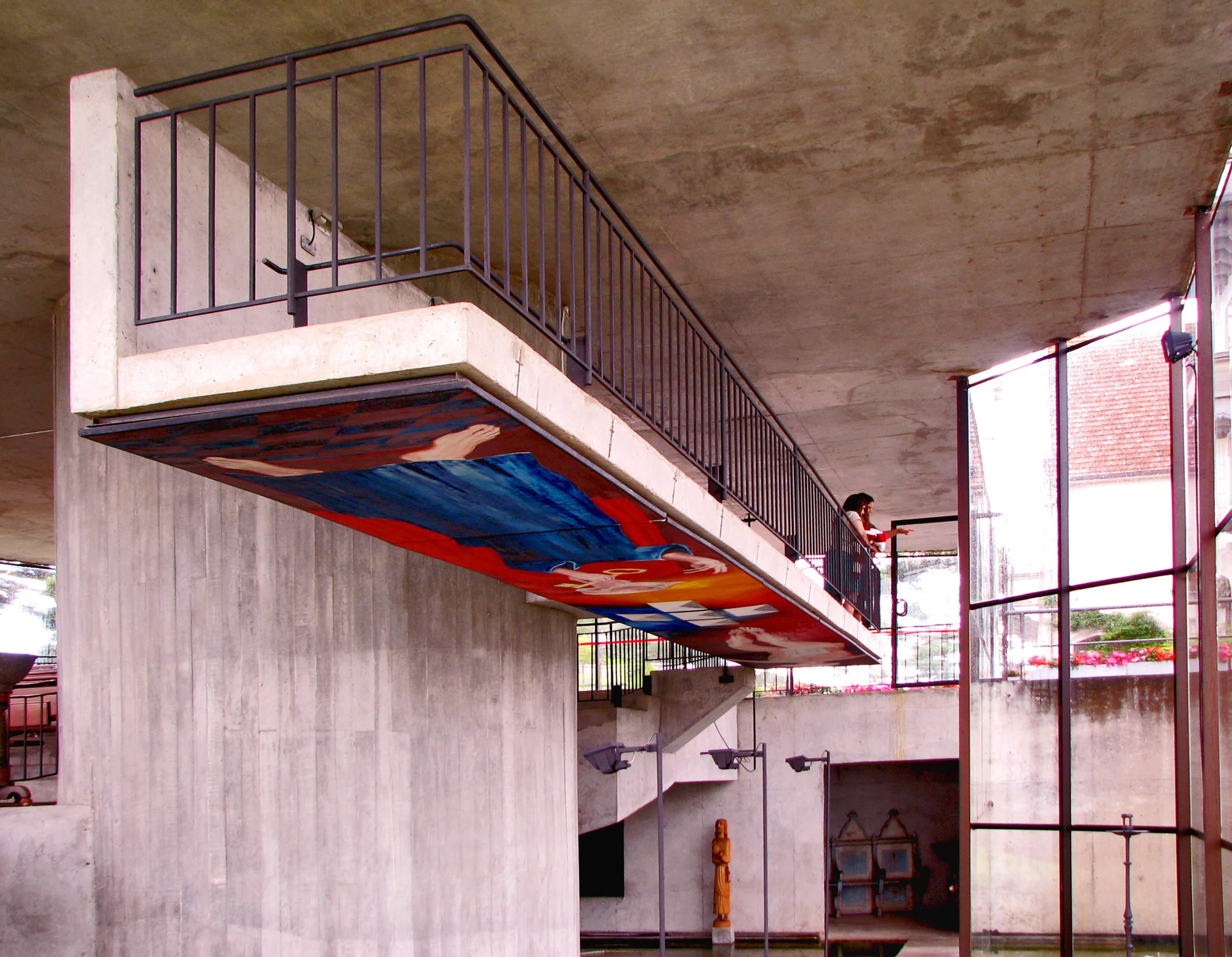
聖伯多祿教堂，聖保羅，1987
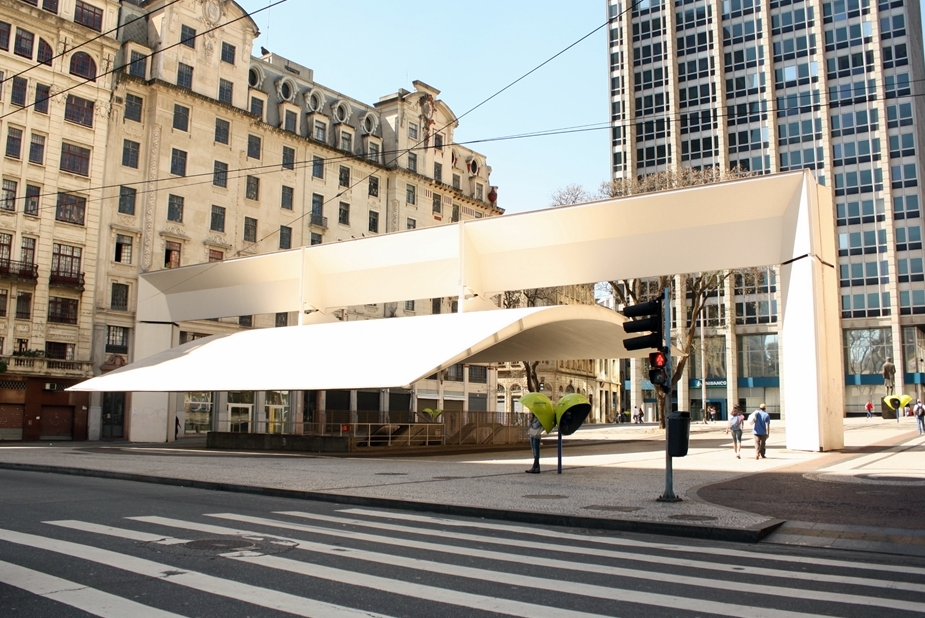
宗主教廣場，聖保羅，2002
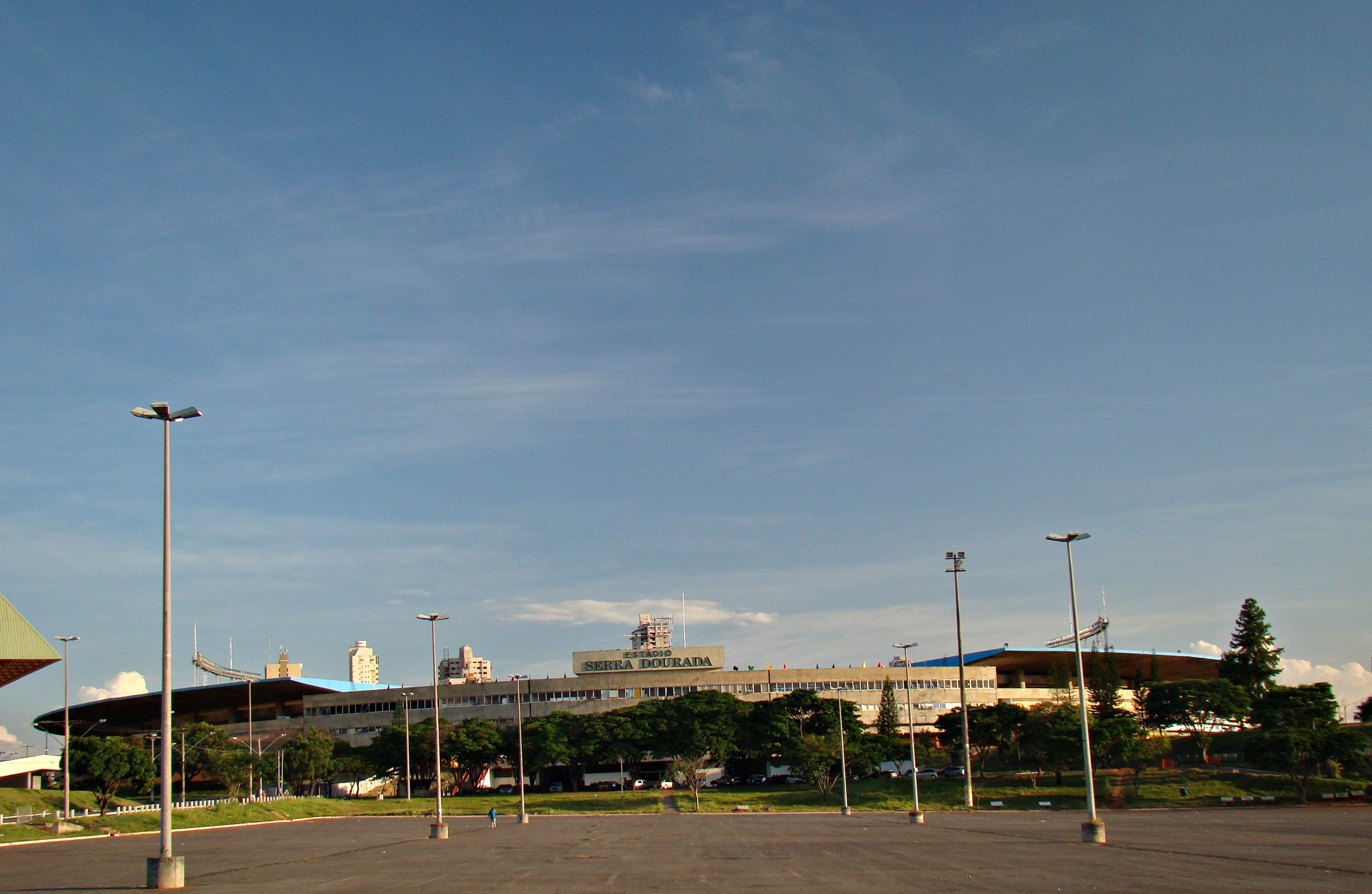
塞拉多拉達體育場，戈亞尼亞，1975

## 外部連結
- Pritzker Prize – profile
- CityMayors.com profile （页面存档备份，存于）
- New York Times profile （页面存档备份，存于）
- NPR profile （页面存档备份，存于）
- Objekto （页面存档备份，存于）